# Ella Palis
Ella Palis (Brou-sur-Chantereine, Francia; 24 de marzo de 1999) es una futbolista francesa. Juega de centrocampista y su equipo actual es el Montpellier HSC de la Première Ligue de Francia. Es internacional absoluta por la selección de Francia desde 2021.

## Trayectoria
Formada en las inferiores del En Avant Guingamp, Palis debutó con el primer equipo el 16 de octubre de 2016 en el empate 2-2 contra el F. C. Girondins de Burdeos.
En junio de 2020, fichó por el F. C. Girondins de Burdeos.

## Selección nacional
Palis fue internacional juvenil por Francia. Disputó y fue capitana en el Campeonato Europeo Femenino Sub-19 de la UEFA 2018.
Debutó por la selección de Francia el 23 de febrero de 2021 ante Suiza.
En mayo de 2022, formó parte del plantel que disputó la Eurocopa Femenina 2022.

## Clubes
| Club                       | País    | Año             |
| -------------------------- | ------- | --------------- |
| En Avant Guingamp          | Francia | 2016 - 2020     |
| F. C. Girondins de Burdeos | Francia | 2020 - 2023     |
| Juventus                   | Italia  | 2023 - 2024     |
| Montpellier HSC            | Francia | 2024 - presente |

## Vida personal
Su hermano menor, Alexandre, juega Hockey sobre hielo por los Drakkars de Caen de la  FFHG Division 1.